# Orange Grove Mobile Manor, Arizona
Orange Grove Mobile Manor je naseljeno područje za statističke svrhe u američkoj saveznoj državi Arizona. Prema popisu stanovništva iz 2010. u njemu je živjelo 594 stanovnika.